# Murgenthaltunnel
Der Murgenthaltunnel ist ein 4745 Meter langer, doppelspuriger Eisenbahntunnel an der Neubaustrecke Mattstetten–Rothrist der Schweizerischen Bundesbahnen (SBB).
Der 2004 eröffnete Tunnel beginnt östlich der vom Flüsschen Murg gebildeten Kantonsgrenze Bern/Aargau und umfährt in einem langgestreckten Bogen die aargauische Ortschaft Murgenthal. Der termingerecht fertiggestellte Bau konnte um einiges günstiger als veranschlagt abgerechnet werden.

## Tunnelbau
Die Doppelspurröhre wurde mit derselben Tunnelbohrmaschine ausgebrochen, mit der bereits die beiden Röhren des Bözberg-Autobahntunnels aufgefahren worden waren. Sie weist einen Schilddurchmesser von 11,98 m und eine Länge von 8,8 m auf. Die Motoren mit einer Leistung von 3'200 kW entwickeln einen Anpressdruck von 64'000 kN. Nach diesem Einsatz wurde die Maschine für den Bau der Umfahrung Flüelen der Nationalstrasse A4 weiterverwendet.

## Bahntechnik
Wie bei neueren Tunnelbauten üblich, aber sonst auf dem Schweizer Schienennetz bis zu diesem Zeitpunkt nicht gebräuchlich, wurde der Murgenthaltunnel mit einer Festen Fahrbahn (Typ "SBB Bözberg/STEDEF") versehen.